# 4-Bromobenzaldéhyde
Le 4-bromoaldéhyde est un composé aromatique de formule BrC6H4CHO. C'est l'un des trois isomères du bromobenzaldéhyde, le composé para. C'est un précurseur utilisé en synthèse organique.